# Trùm (danh xưng)

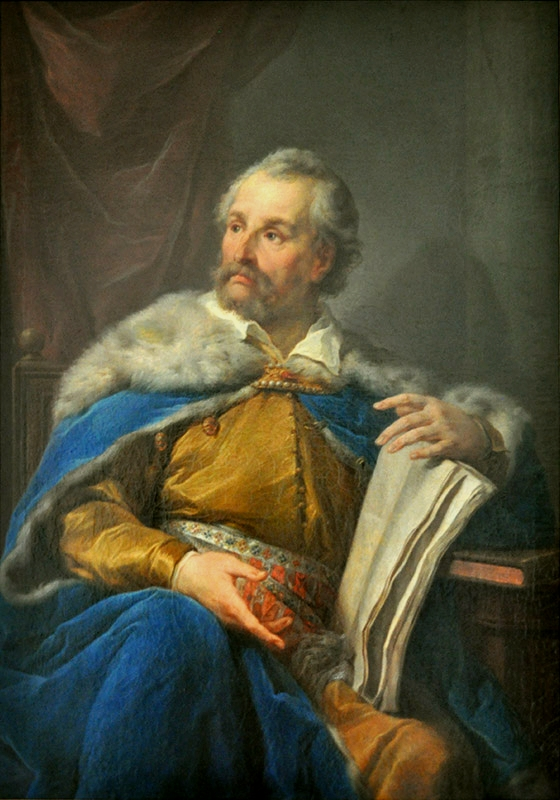
Jan Zamoyski, một ông trùm khét tiếng của xứ Ba Lan thế kỷ 16

Trùm, thường gọi là ông trùm hay bà trùm, là danh xưng dành cho người đứng đầu, cầm đầu hay bất kỳ ai đứng ở vị trí cao trong xã hội, theo tuổi tác, theo khối tài sản hoặc theo những phẩm chất khác.

## Anh
Tại Anh khi xưa, tầng lớp ông/bà trùm được gọi là magnate và đã trải qua một sự thay đổi vào cuối thời kỳ Trung Cổ. Trước đó tầng lớp này bao gồm tất cả các chúa đất nhiều thế lực dưới trướng nhà vua, một nhóm gồm nhiều hơn 100 gia tộc. Sự nổi lên của Quốc hội dẫn tới sự thiết lập nên giới quý tộc nghị viện vốn nhận được những lời triệu tập cá nhân, hiếm khi nhiều hơn 60 gia đình.

## Nhật Bản
Trong lịch sử Nhật Bản, những lãnh chúa giàu có nhất được gọi là daimyō, tức "đại danh".